# Sarconesia splendida
Sarconesia splendida är en tvåvingeart som beskrevs av Townsend 1918. Sarconesia splendida ingår i släktet Sarconesia och familjen spyflugor.
Artens utbredningsområde är Peru. Inga underarter finns listade i Catalogue of Life.